# Olimpia (ASL)
O Olimpia foi um clube americano de futebol com sede em New Britain, Connecticut, que era membro da American Soccer League.

## História
O clube jogos duas temporadas, em 1965/66 e 1966/67.